# Space Jam: Nový začátek
Space Jam: Nový začátek (v anglickém originále Space Jam: A New Legacy) je americký 3D sportovní komediální film z roku 2021, který je pokračováním filmu Space Jam z roku 1996. Jde o kombinaci animovaného a hraného filmu.

## Obsazení
- LeBron James jako Himself
- Don Cheadle jako Al-G Rhythm
- Cedric Joe jako Dominic "Dom" James
- Sonequa Martin-Green jako Kamiyah James
- Khris Davis jako Malik
- Ceyair J. Wright jako Darius James
- Harper Leigh Alexander jako Xosha James
- Ernie Johnson jako Himself
- Lil Rel Howery jako himself
- Jeff Bergman jako Bugs Bunny, Sylvester the Cat, Yosemite Sam, Yogi Bear a Fred Flintstone
- Eric Bauza jako Kačer Daffy, Porky Pig, Foghorn Leghorn, Elmer Fudd a Marvin the Martian
- Zendaya jako Lola Bunny
- Bob Bergen jako Tweety
- Candi Milo jako Granny
- Gabriel Iglesias jako Speedy Gonzales
- Fred Tatasciore jako Taz
- Paul Julian jako Road Runner
- Anthony Davis jako The Brow
- Damian Lillard jako Chronos
- Klay Thompson jako Wet-Fire
- Nneka Ogwumike jako Arachnneka
- Diana Taurasi jako White Mamba
- Rosario Dawson jako Wonder Woman
- Justin Roiland jako Rick Sanchez a Morty Smith